# JALウェイズ58便エンジン爆発事故
JALウェイズ58便エンジン爆発事故（ジャルウェイズ58びんエンジンばくはつじこ）は、2005年（平成17年）8月12日に福岡県福岡市にある福岡空港で発生した航空事故である。

## 概要
2005年（平成17年）8月12日、福岡発ホノルル行のJALウェイズ58便（マクドネル・ダグラス DC-10）が、福岡空港を離陸後にエンジントラブルを起こし、同空港に引き返した。
当該機は19時45分頃、定刻通り福岡空港の滑走路34を離陸したが、離陸後20秒後に突然左エンジンから出火。パイロットもそれに気づき、管制塔に連絡後、左エンジンを止め海上まで飛行、燃料を消費してから約30分後に福岡空港に引き返し、緊急着陸した。乗員乗客ら229名は無事であったが、離陸ルートのほぼ真下に位置する福岡市東区社領2丁目〜3丁目の住宅街にタービンブレードの金属片が落下し、それに自ら触れた5人が軽い火傷や軽傷を負ったほか、乗用車のフロントガラスが破損した。落下した金属片は約600個に上り、人に直撃した場合、死亡する危険性が高かったが、人通りの少ない時間帯だったこともあって事なきを得た。
偶然にも取材で福岡空港に来ていたNHK福岡放送局の取材クルーがこの事故を撮影し、その日の夜のNHKニュースなどで、エンジンから出火する瞬間が放映された。
なお、本件は統計上は事故ではなくイレギュラー運航扱いである。

## 機材

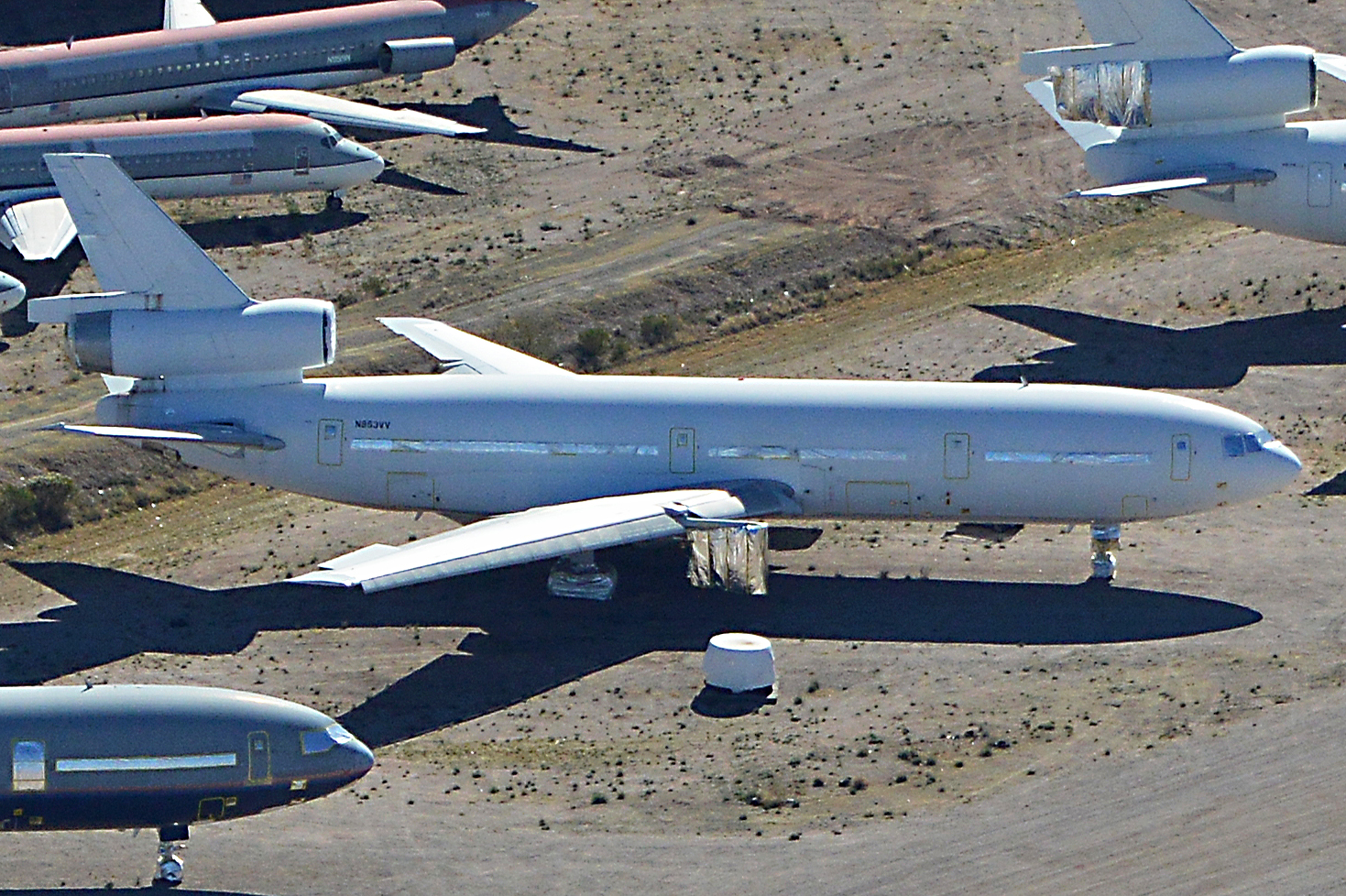
売却後、アメリカで保管される当該機（JA8545、2014年2月撮影）

事故機は1980年12月に日本航空に納入されたマクドネル・ダグラス社製のDC-10-40（機体記号:JA8545、ライン番号/製造番号:343/47853）で、事故時点での機齢は約24年だった。エンジンはプラット・アンド・ホイットニー社のJT9D-59A型を搭載していた。
事故から17日後にアメリカへ売却され、日本航空から退役した。2014年現在もアリゾナ州ピナル飛行場で保管されている。

## 事故原因
エンジンが停止した原因は、1枚のタービンブレードが破損し、それがほかのタービンブレードを巻き込んだことによる。破損した原因は、ブレード表面の浸食による疲労亀裂と推定されている。小さな亀裂が遠心力と熱によって拡大したことにより、中を循環する冷却空気に漏れが生じ、冷却空気が循環せずにブレード表面に熱が蓄えられたためブレードが破壊された。これがきっかけとなり、ブレード片が他のタービンブレードをも破壊することとなった。
停止したエンジンについては、2005年（平成17年）6月に国土交通省がタービン破損の恐れがあるとして各航空会社に部品交換などの対策を指示していた。この指示に対して日本航空は2002年（平成14年）3月の社内調査で劣化していたタービンブレードの一部分を交換したことを確認したため、2010年（平成22年）までに部品交換の対応を行うと国土交通省に回答し、国土交通省もこれを了承した。
この事故の後、JALグループは2005年10月でDC-10を退役させ、ほぼ同型のエンジンを使用していたボーイング747についてはエンジンの検査間隔を2500時間から1000時間に短縮するという改善策をとった。